# Independencia (Miranda)
Pour les articles homonymes, voir Independencia.
Independencia est l'une des vingt-et-une municipalités de l'État de Miranda au Venezuela. Son chef-lieu est Santa Teresa del Tuy. En 2011, la population s'élève à 138 776 habitants.

## Géographie

### Subdivisions
La municipalité est divisée en deux paroisses civiles avec, chacune à sa tête, une capitale (entre parenthèses) :
- Cartanal (Cartanal) ;
- Santa Teresa del Tuy (Santa Teresa del Tuy).